# クアンバ県
クアンバ県（クアンバけん、ベトナム語：Huyện Quản Bạ / 縣管簿?）は、ベトナム社会主義共和国ハザン省の県である。面積は553.7 km²、人口は56,840人（2018年）である。

## 行政区画
1市鎮12社から構成される。
- タムソン市鎮（Tam Sơn / 三山）
- バットダイソン社（Bát Đại Sơn / 八大山）
- カンティー社（Cán Tỷ / 干姐）
- カオマーポー社（Cao Mã Pờ / 高馬坡）
- ドンハ社（Đông Hà / 東河）
- ルンタム社（Lùng Tám / 弄參）
- ギアトゥアン社（Nghĩa Thuận / 義順）
- クアンバ社（Quản Bạ / 管簿）
- クエットティエン社（Quyết Tiến / 決進）
- タヴァン社（Tả Ván / 左板）
- タイアン社（Thái An / 泰安）
- タインヴァン社（Thanh Vân / 青雲）
- トゥンヴァイ社（Tùng Vài / 松吧）